# Fator de Lorentz

Gráfico do aumento do fator de Lorentz em função da velocidade.

Na relatividade restrita, o fator de Lorentz ou fator gama é uma expressão utilizada nas equações da teoria apresentada. É comum no cálculo da dilatação do tempo, da contração do comprimento, da energia cinética e do momento linear. É definido por:
{\displaystyle \gamma \equiv {\frac {\mathrm {d} t}{\mathrm {d} \tau }}={\frac {1}{\sqrt {1-v^{2}/c^{2}}}}={\frac {1}{\sqrt {1-\beta ^{2}}}}}, onde:
- v é a velocidade de uma partícula medida a partir de um referencial inercial (onde ocorre o evento).
- c é a velocidade da luz no vácuo.
- {\displaystyle \tau } é o tempo próprio.
- t é uma coordenada temporal.
- {\displaystyle \beta } é a razão entre a velocidade v e a velocidade da luz no vácuo c.

Também pode ser escrito como:
{\displaystyle \gamma \equiv {\frac {c}{\sqrt {c^{2}-v^{2}}}}={\frac {1}{\sqrt {1-{\cfrac {v^{2}}{c^{2}}}}}}}

## Valores equivalentes
| Velocidade relativa        | Fator de Lorentz        | Inverso                   |
| {\displaystyle \beta =v/c} | {\displaystyle \gamma } | {\displaystyle 1/\gamma } |
| -------------------------- | ----------------------- | ------------------------- |
| 0%                         | 1,000                   | 1,000                     |
| 10                         | 1,005                   | 0,995                     |
| 50                         | 1,155                   | 0,867                     |
| 60                         | 1,25                    | 0,8                       |
| 80                         | 1,66..                  | 0,6                       |
| 86,6                       | 2,000                   | 0,500                     |
| 90                         | 2,294                   | 0,436                     |
| 99                         | 7,089                   | 0,141                     |
| 99,9                       | 22,366                  | 0,045                     |

Para valores de γ:
{\displaystyle v\approx (1-{\frac {1}{2}}\gamma ^{-2})c}